# Mario Urbinati
Mario Urbinati (Bologna, 18 ottobre 1885 – Roma, 24 maggio 1964) è stato un ingegnere italiano.
Dirigente della STEFER e anche dell'ATAC, è noto in Italia e nel mondo per l'invenzione della "giostra Urbinati".

## Studi
Compì gli studi liceali a Bologna. Iscrittosi al corso di laurea in Ingegneria industriale a Bologna, successivamente si trasferì al Politecnico di Torino e, nel 1910, vi conseguì la laurea col massimo dei voti, la lode e il giudizio di pubblicabilità della tesi.

## Attività professionale
Subito dopo la laurea fu assunto dalla FIAT e incaricato di occuparsi della produzione di motori Diesel per la propulsione navale.
Otto mesi dopo fu assunto dalla STEFER e si trasferì definitivamente a Roma. Nella capitale diresse i lavori di costruzione della tranvia Genzano-Velletri (completata nel 1913) e della sua diramazione per Lanuvio (ultimata nel 1916).
Negli anni trenta s'occupò dell'ammodernamento e dello sviluppo delle linee per i Castelli, e in particolare di quelle per Capannelle e per Cinecittà. A causa di tali progetti sviluppò la "giostra Urbinati".
Per conto della società SACOP di Roma studiò una metropolitana su pneumatici, risolvendo in modo originale il gravoso problema degli scambi.
Studiò un dispositivo per la ricarica delle batterie dei veicoli, che fu adottato dalle Ferrovie dello Stato con la denominazione di "Transverter Urbinati".

## La "giostra Urbinati"
Si tratta di un dispositivo introdotto nel progetto delle vetture della rete per i Castelli. Queste, previste dotate di due semicasse, avrebbero dovuto inscriversi in curve di raggio minimo di 18 m. La "giostra" è un sistema di articolazione, caratterizzato dal minimo ingombro delle sue parti mobili e in grado di ridurre al minimo i contraccolpi e le vibrazioni, con conseguente minor disturbo per i viaggiatori. Applicato nel 1938 sulla vettura n. 401 della STEFER, fu utilizzato con profitto per oltre cinquant'anni anche all'estero.